# Estudio de los Siete Países

En los países mediterráneos (Italia, la ex-Yugoslavia y Grecia) se observó una menor incidencia de cardiopatías y otros males, y Keys lo relacionó con la alimentación local. Nació así el concepto de dieta mediterránea, y popularizando las gastronomías mediterráneas como ente unificado.

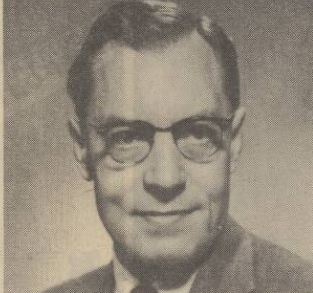
Ancel Keys en 1959

El Estudio de los Siete Países (Seven Countries Study o SCS) fue un renombrado estudio epidemiológico longitudinal publicado en 1980 por el fisiólogo estadounidense Ancel Keys, en el cual comparaban la dieta tradicional de siete países diferentes (los Estados Unidos, Finlandia, Italia, Grecia, los Países Bajos, Japón y Yugoslavia) con la salud de sus habitantes. Fue el primer estudio que examinó sistemáticamente la relación entre dieta, estilo de vida y salud, en particular la enfermedad coronaria, regulación del colesterol y accidente cerebrovascular. Por ello es un hito en la historia de la nutriología, a pesar de las críticas posteriores que desacreditaron parcialmente la tesis de Keys. Una de las conclusiones que más llamaron la atención del SCS fue que los griegos mostraron una tasa de mortalidad por enfermedad cardíaca cinco veces menor que la de los norteamericanos.
El Estudio de los Siete Países se inició en 1956 con una subvención anual del USPHS de US $ 200 000. El informe final se publicó en 1980 en la revista médica Circulation y el seguimiento del grupo de personas se dio cada cinco años después. Además de ser la primera investigación científica en examinar las relaciones entre estilo de vida, dieta, enfermedad coronaria y el ictus, es también el primer estudio científico llevado a cabo paralelamente en varios países. 
La conclusión del Estudio de los Siete Países llevó a Ancel Keys a desarrollar el concepto de la «dieta mediterránea», ya que vio una menor incidencia de enfermedades alimenticias en los países de la Cuenca mediterránea (particularmente la isla de Creta, en Grecia). En 1975 publicó el libro How to Eat Well and Stay Well. The Mediterranean Way, a raíz de sus investigaciones, el cual contiene recetas mediterráneas sencillas y bajas en grasas y azúcares. Por sus influyentes publicaciones, Ancel Keys es considerado el «padre» de la dieta mediterránea, que aún hoy se promociona como la más sana del mundo.
Ancel Keys dedicó toda su carrera laboral y su vida al proyecto de los Siete Países, y en 1993 quedaría plasmada toda la historia del Estudio en el libro El estudio de los siete países. Una aventura científica en epidemiología cardiovascular, editado por Daan Kromhout, Alessandro Menotti y Henry Blackburn.

## Historia

### Antecedentes
Poco después de finalizar la Segunda Guerra Mundial, el Gobierno de Grecia encargó un estudio sobre las prácticas alimentarias de su población, en particular de los cretenses, con el objetivo de mejorar las condiciones sociales que se vivían en la posguerra. El epidemiólogo Leland Allbaugh dirigió la investigación, patrocinada por la Fundación Rockefeller. Publicado en 1953, el estudio Crete: A Case Study of An Underdeveloped Area salió a la luz. En él se informaba de una dieta basada en cereales, legumbres, frutas y verduras, así como aceitunas, plantas silvestres, y una pequeña cantidad de pescados, carne de cabra y lácteos. Asimismo se informa de que una parte considerable de la ingesta de energía era del aceite de oliva, y que la alimentación cretense era básicamente la misma que hace cuarenta siglos atrás. El autor hace notar que en Creta «se usa tanto aceite de oliva, que los alimentos parecían sumergirse literalmente en aceite». El pan era el alimento principal de la mesa, y nunca se comía sin él. Con el vino se completa la tríada mediterránea. La investigación concluyó en que la alimentación observada era notablemente buena y que los hábitos alimenticios estaban bien adaptados a sus recursos naturales y económicos, así como a sus necesidades.

### Origen del SCS (1947-1958)
Allá por el 1947, Ancel Keys, un fisiólogo del Laboratory of Physiological Hygiene de la Universidad de Minnesota, conocido por haber ideado la «ración K» (K-ration) de los soldados de la Segunda Guerra Mundial, inició sus estudios para aclarar las causas de las enfermedades del corazón en EE. UU. Por aquél entonces, Ancel Keys se centró en la alta tasa de incidencia de enfermedad coronaria en la población estadounidense y cómo esta podría estar relacionada con el estilo de vida y la alimentación. Hizo un seguimiento a 300 hombres ejecutivos estadounidenses para conocer los factores de riesgo. En 1951, viajó a Roma para participar en un congreso de la FAO sobre la desnutrición. Allí conocería al Dr. Gino Bergami, quien le comentó que la enfermedad coronaria era bastante rara en Italia. Esto motivó a Keys a visitar Nápoles en 1952, donde recibió ayuda del Dr. Flaminio Fidanza para encuestar a voluntarios de la clase obrera, analizando sus dietas y sus niveles de colesterol y sangre. Encontró que los sujetos que acudían a hospitales públicos tenían bajo riesgo de enfermedad coronaria y en cambio los pacientes de hospitales privados, de mayores recursos económicos, la sufrían más. Ese mismo año viajó a Madrid invitado por el Dr. Carlos Jiménez Díaz. Juntos elaboraron un estudio informal que mostraba una correlación entre la alimentación, la riqueza y la salud de los madrileños. La clase trabajadora de Vallecas y Cuatro Caminos apenas consumía carne o leche, y las enfermedades coronarias eran prácticamente desconocidas. En cambio, en el lujoso barrio de Salamanca se observó una mayor ingesta calórica, y una dieta más rica en productos cárnicos, que repercutía en mayores tasas de colesterol e infarto de miocardio. Sus hallazgos en Italia y España fueron publicados en 1954 en la revista médica Archives of Internal Medicine, aunque no tuvo mayor trascendencia.
Entre 1954 y 1956, Keys inició en colaboración con el cardiólogo Paul D. White una serie de encuestas en poblaciones de España, Sudáfrica, Japón y Finlandia. El resultado evidenciaba unas tasas de ataque cardíaco altas en Estados Unidos, Finlandia y la población blanca de Sudáfrica, mientras que la tasa era baja en España, Japón y la población negra de Sudáfrica. Poco a poco, Keys fue desarrollando la hipótesis de que los países del sur de Europa tenían una alimentación más sana que el norte de Europa o los Estados Unidos.

### Estudio de los Siete Países
Una primera prueba piloto se dio entre septiembre y octubre de 1957 en Nicotera, Calabria. Al mismo tiempo, se hacían testeos en seis pueblos de Creta y en la costa dálmata de la actual Croacia. Poco tiempo después, el Dr. Fidanza realizó otro estudio exploratorio en Montegiorgio, Marcas, su región de origen, con un éxito de participación local, así pues iniciándose formalmente el proyecto del Estudio de los Siete Países, en 1958. El primer trabajo de campo pautado por la metodología final se dio en febrero de 1960 en Crevalcore, Emilia-Romaña. Se hicieron seguimientos a cinco y diez años en las siguientes dieciséis cohortes:
- Estados Unidos (1 cohorte): se escogió a trabajadores del ferrocarril del Medio Oeste, la zona cercana a Mineápolis, base del estudio.
- Finlandia (2 cohortes): el centro de estudio fue Ilomantsi y sus alrededores, un pueblo de Karelia del Norte cuyo principal recurso económico era la actividad forestal. Se decidió este pueblo por una aparente alta incidencia de mortalidad por enfermedad coronaria.
- Países Bajos (1 cohorte):  Se eligió la población de Zutphen debido a la poca movilidad de sus habitantes. Además, tuvo lugar previamente en Zutphen una investigación de la OMS y los vecinos habían mostrado disposición a colaborar en estudios epidemiológicos.
- Italia (3 cohortes): tres comunas rurales de la campiña italiana, Crevalcore en el norte, donde la dieta tradicional era rica en grasas animales; Montegiorgio, en centro, donde se aduce una dieta más propiamente «mediterránea»; y la cohorte de los trabajadores del ferrocarril de la ciudad de Roma, como muestra poblacional urbana.
- Yugoslavia (5 cohortes): se analizaron poblaciones de la costa dálmata, bañada por el mar Adriático, seguía los patrones alimentarios mediterráneos; en cambio, la región interior de Eslavonia se caracterizaba por una dieta rica en grasas animales. En la capital yugoslava tomaron como referencia profesores de la Universidad de Belgrado. Las otras dos cohortes son la de los pueblos de Zrenjanin, al norte de Serbia, y Velika Krsna, al sur.
- Grecia (2 cohortes): en la isla de Creta, en aldeas al este de Heraklion, y en la isla de Corfú. Ambas muestras son de poblaciones rurales, caracterizadas por un alto consumo del aceite de oliva.
- Japón (2 cohortes): los sujetos que se estudiaron se localizaron en la región sureña de Kyūshū, en concreto los pueblos de Tanushimaru, una comunidad eminentemente agrícola, y Ushibuka, un pueblo pescador con marcada ingesta de productos del mar.[12]

El 13 de enero de 1961 aparece en la portada de la revista Time apodado como Mr Cholesterol. El Estudio de los 7 Países presentó cierta discontinuidad durante los años 1970s, y finalmente se reactivó en 1979 gracias al liderazgo del Dr. Alessandro Menotti, hasta 1999, último año en el que se realizaron seguimientos. Ancel Keys y su mujer Margaret Keys viajaron a España por segunda vez a principios de 1973 para tomar nota de recetas locales que podían incluir en su futuro libro How to Eat Well and Stay Well. The Mediterranean Way (1975), en el cual recomendaban cocina mediterránea al público general norteamericano.  Recorrieron varias ciudades del Levante español, entre ellas Barcelona. Allí tuvo especial contacto con el área de cardiología del Hospital de San Pablo. Este libro fue el pionero en dar a conocer la «dieta mediterránea» a la opinión pública norteamericana.

## Investigadores
El grupo de investigadores y contribuidores está conformado por Ancel Keys, Christos Aravanis, Henry Blackburn, Frans SP. van Buchem, Ratko Buzina, Bozidar S. Djordjevic, Anastasios S. Dontas, Frederick H. Epstein, Flaminio Fidanza, Martti J. Karvonen, Noboru Kimura, Daan Kromhout, Alessandro Menotti, Srecko I. Nedeljkovic, Aulikki Nissinen, Maija Pekkarinen, Vittorio Puddu, Sven Punsar, Leena Räsänen, Henry L Taylor y Hironori Toshima.

## Patrocinadores
Las instituciones médicas que hicieron posible el estudio proporcionando financiación y recursos fueron, por países: el Instituto Nacional del Corazón y la Asociación Estadounidense del Corazón (EE. UU.), Finnish Heart Association, Finnish State Science Board, Sigrid Juselius Fund y Yrjö Jahnsson Foundation (Finlandia), Netherlands Prevention Foundation/Preventiefonds, el Instituto Nacional de Salud Pública y Medio Ambiente, la Real Academia de Artes y Ciencias de los Países Bajos (KNAW), Ministerio de Salud Pública, Consejo de Nutrición, Organización para la Investigación de Alimentos y Nutrición, Fundación del Corazón de los Países Bajos y Fundación del Cáncer de los Países Bajos (Países Bajos), la Asociación para la Investigación Cardíaca de Roma, el Centro de Enfermedades Cardiovasculares de Roma, la Ciudad de Nápoles, el Instituto Nacional de Salud Pública, el Consejo Nacional de Investigación (Italia), el Instituto de Salud Pública (Croacia), el Ministerio de Salud (Serbia), el Real Instituto de Investigación y la Elais Oil Company (Grecia), el Ministerio de Educación y el Chiyoda Mutual Life Subsidiary Fund (Japón).

## Método
La investigación consistió en el seguimiento durante cinco años de unos 12 700 individuos de siete países, todos ellos de entre 40 y 59 años. Se decidió que los participantes fueran todos hombres que vivieran en áreas rurales, pues conservaban mejor los estilos de vida tradicionales. Las poblaciones examinadas en el estudio pueden verse en la siguiente tabla:
| País                               | Cohorte                              | Examen de referencia (año) | participantes | Ratio de participación | Años de re-examinaciones  |
| ---------------------------------- | ------------------------------------ | -------------------------- | ------------- | ---------------------- | ------------------------- |
| Estados Unidos                     | trabajadores del U. S. railroad      | 1957-1959                  | 2 570         | 75.0                   | 5                         |
| Finlandia                          | Finlandia Oriental                   | 1959                       | 817           | 99.3                   | 5, 10, 15, 25, 30, 35, 40 |
| Finlandia                          | Finlandia Occidental                 | 1959                       | 860           | 97.0                   | 5, 10, 15, 25, 30, 35, 40 |
| Países Bajos                       | Zutphen                              | 1969                       | 878           | 84.3                   | 5, 10, 25, 30, 35, 40     |
| Italia                             | Crevalcore                           | 1960                       | 993           | 98.5                   | 5, 10, 15, 25, 30, 35, 40 |
| Italia                             | Montegiorgio                         | 1960                       | 719           | 99.0                   | 5, 10, 15, 25, 30, 35, 40 |
| Italia                             | trabajadores del ferrocarril de Roma | 1962                       | 768           | 80.6                   | 5, 10                     |
| Croacia*                           | Dalmacia                             | 1958                       | 671           | 98.0                   | 5, 10                     |
| Croacia*                           | Eslavonia                            | 1958                       | 969           | 91.0                   | 5, 10                     |
| Serbia*                            | Zrenjanin                            | 1963                       | 516           | 98.0                   | 5, 10, 25, 30, 35, 40     |
| Serbia*                            | Belgrado                             | 1964                       | 538           | 80.0                   | 5, 10, 25, 30, 35, 40     |
| Serbia*                            | Velika Krsna, Mladenovac             | 1962                       | 511           | 96.7                   | 5, 10, 25, 30, 35, 40     |
| Grecia                             | Corfú                                | 1961                       | 529           | 95.3                   | 5, 10                     |
| Grecia                             | Creta                                | 1960                       | 686           | 97.6                   | 5, 10, 31, 40             |
| Japón                              | Tanushimaru, Kurume                  | 1958                       | 508           | 100                    | 10                        |
| Japón                              | Ushibuka, Amakusa                    | 1960                       | 502           | 99.6                   | 10                        |
| * Antiguamente parte de Yugoslavia |                                      |                            |               |                        |                           |

El seguimiento se dio por medio de cuestionarios. En éstos se recopilaba información acerca de factores demográficos, estilo de vida, actividad física, patrón dietético, antecedentes médicos, etc. El examen físico consistió en una antropometría, medición de la presión arterial, auscultación, electrocardiograma y frecuencia cardíaca, biometría, capacidad respiratoria y test de ejercicio.